# Титанов оксид
Титановият оксид е съединение между химичните елементи титан (Ti) и кислород (О).
То може да има следните модификации:
- титанов диоксид (титан IV), TiO2 - среща се в природата и се използва често като пигмент, фотокатализатор и компонент на многослойни оптични покрития
- титанов монооксид (титан II), TiO, нестехиометрична модификация
- титанов оксид (титан III), Ti2O3
- Ti3O
- Ti2O
- δ-TiOx (x= 0.68 – 0.75)
- TinO2n−1 където n варира от 3 до 9 включително, например Ti3O5, Ti4O7, и т.н.